# Otto Seraphim Peters
Otto Seraphim Peters, né le 5 juillet 1858 à Budapest et mort le 11 novembre 1908 à Vienne, est un peintre paysagiste, aquafortiste et graveur austro-hongrois.

## Biographie
Otto Seraphim Peters, né à Budapest en 1858, est le fils de Carl Ferdinand Peters (1825-1881), docteur en médecine, géologue, minéralogiste et paléontologue originaire de Libčeves (actuellement en Tchéquie) et de sa première épouse Anna Maria Blumfeld (1833-1864). Lorsque la mère d'Otto meurt, Carl Ferdinand Peters épouse l'année suivante la sœur de la défunte, Léopoldine Blumfeld (1839-1892) avec laquelle il a un fils : Guido Peters (1866-1937), devenu pianiste.
Otto Peters étudie à l'Académie des Beaux-Arts de Vienne, sous la direction du professeur Eduard Peithner von Lichtenfels et à l'Académie des beaux-arts de Munich avec Peter Paul Müller. Il travaille ensuite à Vienne comme paysagiste indépendant et entreprend des voyages d'études dans les pays d'Afrique du Nord. 
Le 25 avril 1895, Otto Peters devient membre du Künstlerhaus de Vienne. Il meurt à Vienne à l'âge de 50 ans le 11 novembre 1908.

## Œuvres (sélection)
- Ruisseau de montagne dans les Alpes juliennes et gorge dans les Alpes juliennes ;
- Une allée vers Travnik, peinture à l'huile, exposition d'art du Künstlerhaus de Vienne en 1891 ;
- Moulin bosniaque à marée haute, dessin au fusain, exposition des clubs aquarellistes de la coopérative des artistes plasticiens à Vienne en 1892 ;
- Soirée dans la lande, tempera à l'huile, exposition annuelle au Künstlerhaus de Vienne 1905 ;
- Chênes le soir, peinture à l'huile, exposition d'automne et exposition commémorative de Friedrich Schachner, au Künstlerhaus de Vienne en 1908.

## Galerie

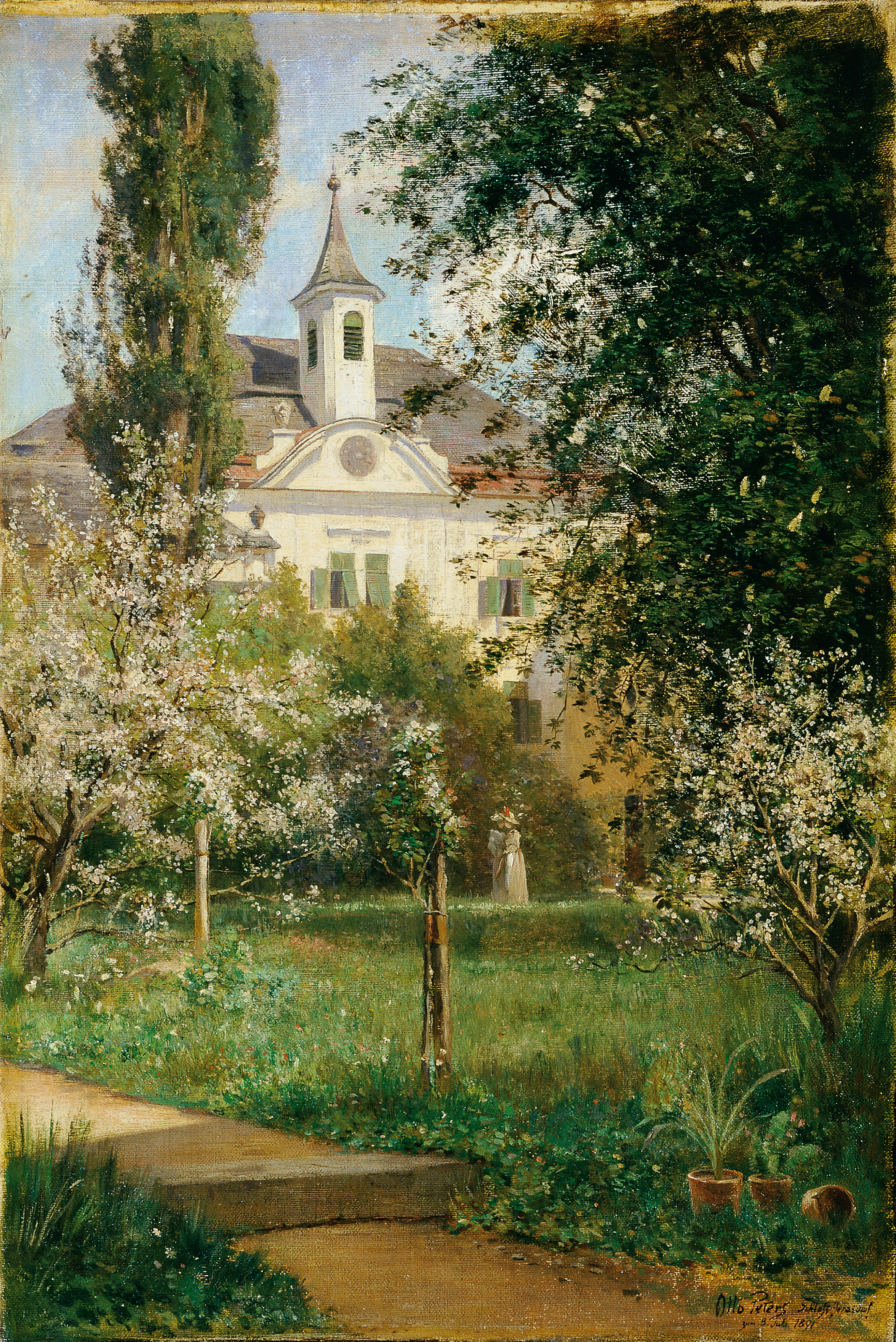
Château de Gerasdorf bei Wien (1891).
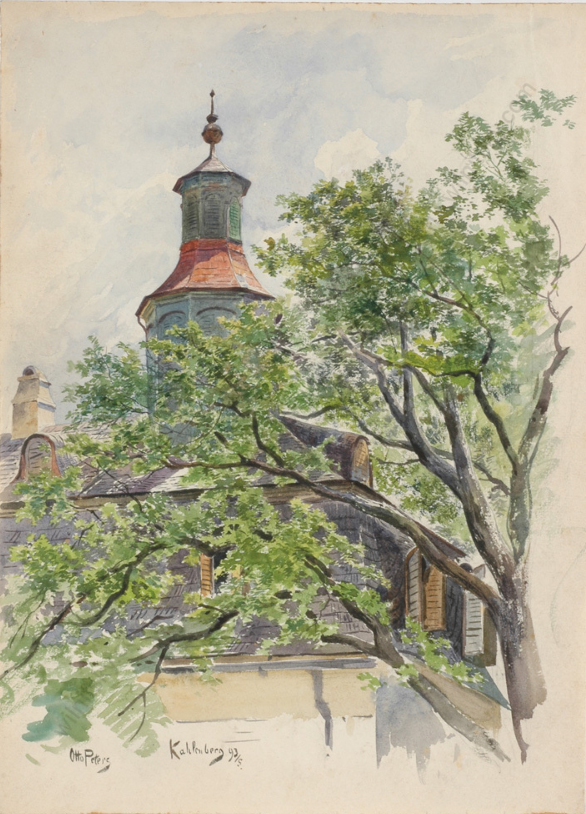
Église du Kahlenberg (1893).
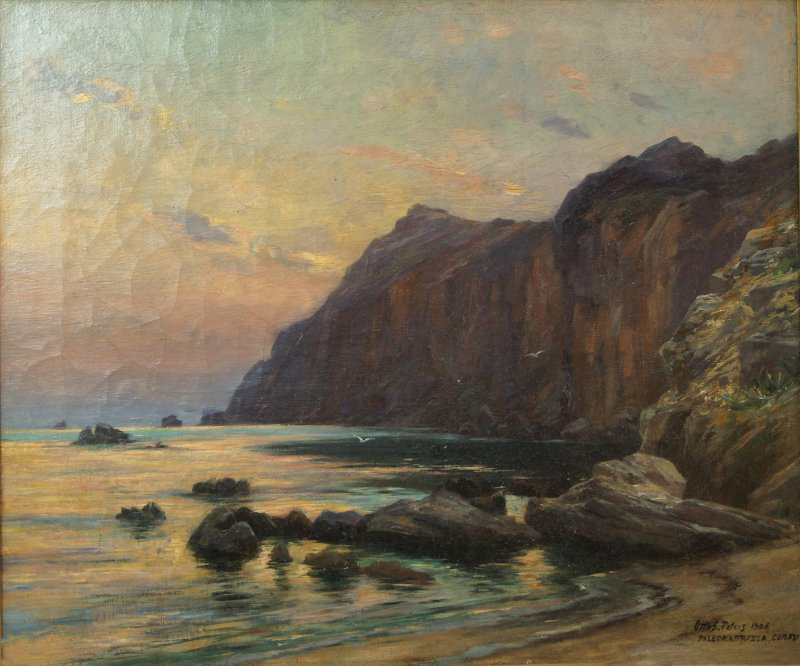
Corfou (1906).
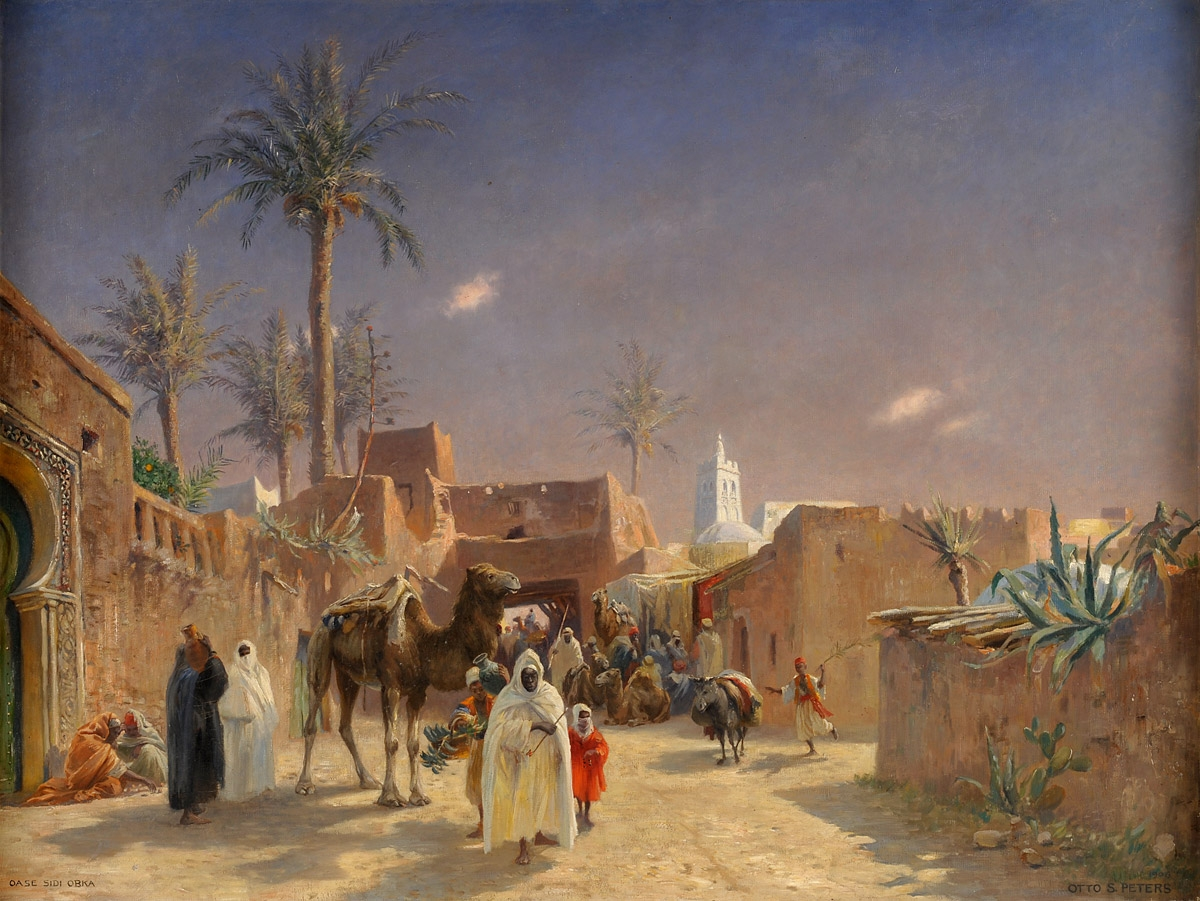
Oasis de Sidi Obka (sans date).